# Piperidina
La piperidina es un compuesto orgánico de fórmula molecular C5H11N, cuya estructura química corresponde a una amina heterocíclica saturada de seis miembros.
Fue descrita por vez primera en 1850 por el químico escocés Thomas Anderson y luego, de forma independiente, por el francés Auguste Cahours en 1852, quien le dio nombre.
El término «piperidina» proviene de la palabra Piper, género de plantas magnoliopsidas que incluye a la pimienta.

## Características físicas y químicas
A temperatura ambiente, la piperidina es un líquido fumante incoloro o de color amarillo pálido. Desprende un característico olor a amoníaco, pimienta o pescado, definido también como nauseabundo. Su sabor ha sido descrito como «a pimienta ardiente».
Tiene su punto de ebullición a 105 °C y su punto de fusión a -11 °C. Menos denso que el agua (ρ = 0,862 g/cm³), es soluble en etanol, éter, acetona, benceno y cloroformo.
Su solubilidad en agua —cifra estimada— es de 250 g/L. El valor del logaritmo de su coeficiente de reparto, logP = 0,84, indica una solubilidad mayor en disolventes apolares que en disolventes polares. Su vapor es tres veces más denso que el aire.
La piperidina es una base débil (pKa = 11,28). Por ello, neutraliza ácidos en reacciones exotérmicas formando sales y agua. Al combinarse con agentes reductores fuertes como hidruros, puede generar hidrógeno gaseoso.

## Conformación
La piperidina adopta diversas conformaciones espaciales, en concreto una conformación de silla similar a la que presenta el ciclohexano. Pero a diferencia de este, la piperidina tiene dos conformaciones de silla distinguibles: una con el enlace N–H en posición axial, y la otra en posición ecuatorial. Tras cierta controversia a mediados del siglo XX, se concluyó que la conformación ecuatorial es más estable (por 0,72 kcal/mol) en fase gaseosa. Dicha conformación parece también ser la más estable en disoluciones de piperidina en solventes apolares, si bien en solventes polares la conformación preferida puede ser la contraria.
Los dos confórmeros se interconvierten rápidamente a través de la denominada inversión del nitrógeno (oscilación del átomo de nitrógeno de uno al otro lado del plano formado por los grupos a los que está unido); la energía libre estimada para este proceso es de 6,1 kcal/mol, sustancialmente más baja que los 10,4 kcal/mol necesarios para la inversión del anillo (oscilación más global que si bien conserva la forma del anillo, hace cambiar las posiciones espaciales entre átomos). En el caso de la 1-metilpiperidina, la conformación ecuatorial es la preferida por 3,16 kcal/mol, energía mucho mayor que en el caso del metilciclohexano (1,74 kcal/mol).
|                    |                         |
| Conformación axial | Conformación ecuatorial |